# بنيامين التطيلي
بنيامين التطيلي (ت. 569 هـ / 1173 م) هو رحالة يهودي.
هو الرابي بنيامين بن الرابي يونة التطيلي النباري الإسباني اليهودي. قام برحلة من سنة 1159 - 73 م وبلغ الصين مارا بالبلاد العربية، وعنى في رحلاته بدراسة أحوال اليهود في الأقاليم المختلفة.
كتب عن رحلته باللغة العبرية، ثم نقلت إلى اللاتينية ومن ثم إلى أغلب اللغات الأوروبية. نقلها عزرا حداد من العبرية إلى العربية وطبعت في بغداد سنة 1945 م (المطبعة الشرقية).